# Lagranges sats
Lagranges sats är en central sats i den abstrakta algebran, som ger ett villkor på möjliga delgrupper till en given ändlig grupp. Specifikt gäller att om {\displaystyle G} är en ändlig grupp, och {\displaystyle H} är en delgrupp i {\displaystyle G}, är ordningen för {\displaystyle H} en delare till ordningen för {\displaystyle G}. Satsen är uppkallad efter Joseph-Louis Lagrange (1736-1813).

## Bevis
Alla vänstersidoklasser till undergruppen {\displaystyle H} bildar en partition av {\displaystyle G}:
{\displaystyle G=g_{1}H\cup g_{2}H\cup ...\cup g_{m}H}
{\displaystyle g_{i}H\cap g_{j}H=\emptyset ~~\mathrm {om} ~~i\neq j}
och då storleken av en union av parvis disjunkta mängder är summan av storleken på de ingående mängderna får man att:
{\displaystyle |G|=|g_{1}H|+|g_{2}H|+...+|g_{m}H|\,}
Då en egenskap hos vänstersidoklasser är att varje sidoklass innehåller lika många element som undergruppen den konstruerades ifrån, {\displaystyle |g_{i}H|=|H|}, får man att
{\displaystyle |G|=m|H|\,}
vilket skulle bevisas.

## Följder av Lagranges sats
Lagranges sats säger, att det är nödvändigt att en delgrupps ordning delar gruppens ordning. Det är dock inte tillräckligt att ett tal är delare till gruppens ordning, för att det skall finnas en delgrupp med denna ordning. Exempelvis har den alternerande gruppen {\displaystyle A_{4}}, vilken har tolv element, inte någon delgrupp av ordning 6.
För alla element {\displaystyle g\in G} är ordningen {\displaystyle o(g)} av {\displaystyle g} en delare till {\displaystyle |G|}.
För alla ändliga grupper {\displaystyle G} med ordning {\displaystyle n} gäller att {\displaystyle g^{n}} är det neutrala elementet för alla element {\displaystyle g} i {\displaystyle G}.
Alla grupper med primtalsordning är cykliska grupper.